# Smalvas
Il lago Smalvas è uno specchio d'acqua situato nel nord-est della Lituania nella contea di Utena e, più precisamente ancora, nel comune distrettuale di Zarasai. 2 km a sud-est del lago vi è Smalvos, 1.5 km ad est vi è Visaginas e il lago rientra nel parco regionale di Gražutė.

## Nome
Il nome del lago deriva dalla parola lituana smala ("resina, oggetto appiccicoso").

## Descrizione
Le sponde del lago a nord sono alte e ripide: è esattamente la situazione opposta del lato sud con coste per lo più basse e paludose. La superficie dello Smalvas è di 3,39 km²: la profondità media è di 8,2 m; quello di profondità massima, al centro dello specchio d'acqua, è di 26,9 m: Le coste si estendono per 17,65 km. C'è un'isola di 0,24 ettari. Il limo domina, alternato a torba e quei sedimenti organici definiti dai geologi sapropel: sono sporadiche le piante acquatiche. Il lago è circondato da diverse foreste. La zona paludosa più ampia è quella di Smalvykštis, sulla costa occidentale, che si estende per 328 ettari.
Nello Smalvas confluiscono 5 immissari e un emissario che collega questo specchio d'acqua alla vicina palude di Smalvykštis.
Nel lago vivono diverse specie ittiche: gardon, lucci, sperlani, tinche, persici reali, abramidi comuni, alburni, acerine, carassi, scardole, blicca bjoerkna, idi, lucioperche, siluri d'Europa, bottatrici, cobiti fluviali.
A causa delle coste paludose, la gran parte delle coste lacustri è disabitata (fanno eccezione i soli insediamenti di Dumblynė e Pasmalvės). C'è una struttura turistica in zona.